# David Kahn (Sportfunktionär)

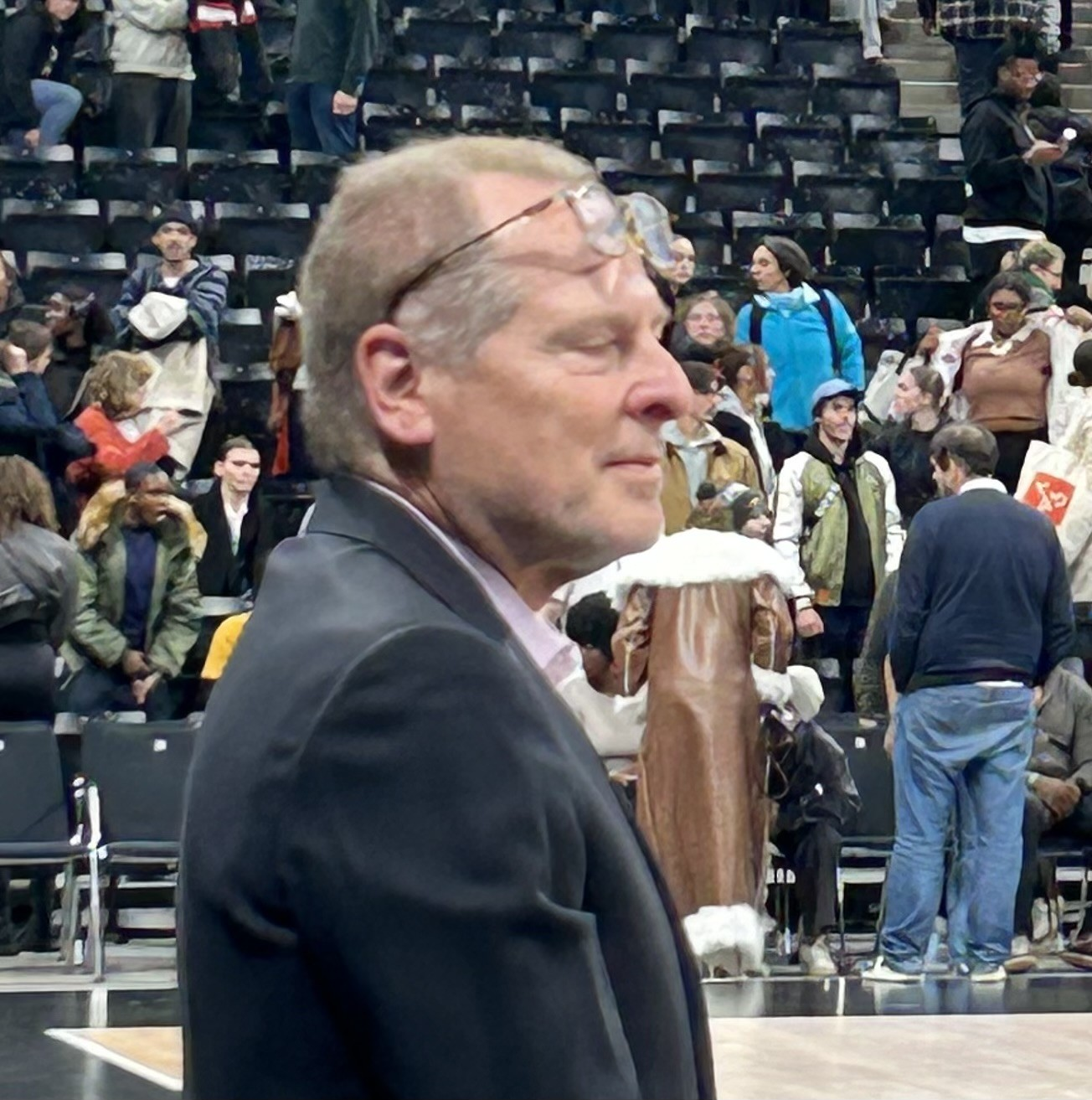
David Kahn

David Kahn (* 1961) ist ein US-amerikanischer Sportunternehmer und -funktionär sowie früherer Sportjournalist.

## Karriere
Kahn kommt aus Portland und besuchte die University of California, Los Angeles (kurz UCLA). Von 1983 bis 1989 arbeitete er als Journalist für The Oregonian, wo er sich viel mit regionalem und nationalem Sport beschäftigte.
In der NBA arbeitete er von 1995 bis 2004 für die Indiana Pacers, bevor er 2009 zum Nachfolger von Kevin McHale im Amt des General Managers der Minnesota Timberwolves wurde. Beim NBA-Draft 2009 wählte er in der ersten Runde drei Point Guards und gab den dritten, Ty Lawson, an Denver ab. Im Mai 2013 wurde er von den Minnesota Timberwolves von seiner Position als General Manager entlassen.
Kahn wurde Anteilseigner und Vorsitzender der Betreibergesellschaft der im Dezember 2017 gegründeten französischen Mannschaft Paris Basketball, für die er als Ziel ausgab, sie in die EuroLeague führen und zu einem französischen und europäischen Großklub aufbauen zu wollen.